# Scymnodalatias sherwoodi
La bruja de Sherwood (Scymnodalatias sherwoodi) es una especie muy poco común de escualiforme de la familia Somniosidae, que habita únicamente alrededor de Nueva Zelanda. Su único espécimen estudiado tenía una longitud de alrededor de 80 cm.
Su reproducción es ovovivípara.